# Meego

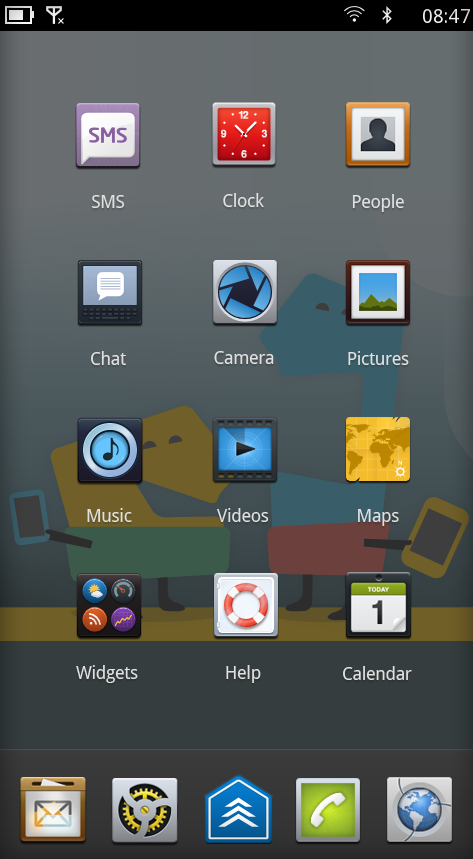
Skärmdump av MeeGo för handenheter

Meego, eller MeeGo, är en Linuxdistribution baserad på öppen källkod som är utvecklad av Nokia och Intel.
På Mobile World Congress i februari 2010 meddelade Nokia och Intel att Maemo- och Moblinprojekten skulle gå samman för att skapa den mobila mjukvaruplattformen Meego.
Plattformen är anpassad för olika typer av apparater med Internetanslutning, bland annat mobiltelefoner, surfplattor, netbooks och inbyggda enheter i bilar.
MeeGo lades ner i september 2011 till förmån för Tizen. Jolla, ett nytt mobilföretag i Finland grundat av före detta Nokia-anställda, meddelade i juli 2012 att de kommer att använda sig av MeeGos efterträdare Mer och släppa en smartphone under 2012, med nytt utseende och nya applikationer. Jollas MeeGo-mobiler kommer att tillverkas i Kina.

## Produkter med MeeGo

### Smartphones med MeeGo
- Nokia N9 (med MeeGo v1.2)[2]
- Nokia N950
- Jolla Mobile Finland (kommer 2012)

### Bärbara datorer med MeeGo
- Asus EeePC X101